# 마상체조

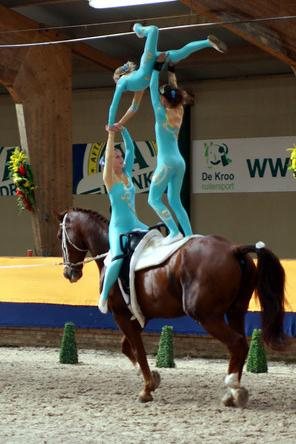
마상체조를 하는 모습

마상체조(馬上體操)는 말 위에서 하는 체조를 의미한다.